# Ernest Briens
Ernest Briens est un homme politique français né le 13 août 1835 à Cérences (Manche), commune où il est mort le 10 août 1907.

## Biographie
Fils d'un juge de paix du canton de Bréhal, Ernest Briens, Ernest François Briens de son nom complet, est sous-préfet de l'arrondissement de Coutances de 1877 à 1881, puis préfet de la Corrèze de 1881 à 1883. Il est élu député de la Manche de 1883 à 1885, et de 1889 à 1894, puis sénateur de la Manche de 1894 à 1906. D'abord proche de la majorité opportuniste, il s'inscrit au groupe de l'Alliance républicaine progressiste. À partir de 1899, il se rapproche de Pierre Waldeck-Rousseau et des radicaux anticléricaux, ce qui provoque sa défaite en 1906. 
Maire de Cérences, il sera également conseiller général du canton de Lessay. Il est le père de Léon Briens (1859-1918), commandeur de la Légion d'Honneur, successivement sous-préfet de Quimperlé, de Dinan, de Dreux, de Boulogne-sur-Mer et de Narbonne, préfet de l'Allier, de l'Hérault, de la Côte d'Or et enfin du Pas-de-Calais.
Sous le pseudonyme d'« Ernest Duchesne », Ernest Briens fut également chansonnier et auteur de théâtre. Pour le Théâtre Déjazet, il crée avec Ossip Loew Le Ténor.

## Distinctions
- Chevalier de l'ordre national de la Légion d'honneur au titre du ministère de l'Intérieur (décret du 14 août 1880). Parrain : Ange Filippini, préfet de la Manche[6].

## Sources
- « Ernest Briens », dans Adolphe Robert et Gaston Cougny, Dictionnaire des parlementaires français, Edgar Bourloton, 1889-1891 [détail de l’édition]
- « Ernest Briens », dans le Dictionnaire des parlementaires français (1889-1940), sous la direction de Jean Jolly, PUF, 1960 [détail de l’édition]